# 碱蓬
碱蓬（学名：Suaeda glauca）是苋科碱蓬属的植物。

## 形态
一年生草本。线形肉质叶子，甚密；秋季开小花，簇生于叶腋；果实包于多汁、有隆脊的花被中；种子横生或斜生。

## 分布
分布在西伯利亚、蒙古、朝鲜、日本、远东以及中国大陆的宁夏、新疆、河南、黑龙江、山西、青海、甘肃、陕西、江苏、内蒙古、河北、浙江、山东等地，生长于海拔100米至1,200米的地区，一般生于渠岸、海滨、荒地及田边等含盐碱的土壤上。
据央视报道，新疆生产建设兵团利用碱蓬这种盐生植物，破解盐碱地难题，能加工成饲料，还能制成食品。